# Robert Warschauer junior
Markus Robert Alexander Warschauer (* 9. August 1860 in Berlin; † 30. Mai 1918 in Charlottenburg) war ein deutscher Privatbankier.

## Leben
Robert Warschauer war der Sohn von Robert Warschauer senior, der 1849 zusammen mit dem Bankier Eduard Veit (1824–1901) das Berliner Bankhaus Robert Warschauer & Co. gegründet hatte. Seine Wurzeln hatte das Bankhaus in dem 1803 in Königsberg gegründeten Handels- und Bankgeschäft Oppenheim & Warschauer, das seit 1805 von seinem Großvater Marcus Warschauer mitgeleitet worden wurde und in dem von 1839 bis 1849 auch sein Vater leitend tätig gewesen war. Seine Mutter war Marie Josephine (1822–1891), die älteste Tochter des Berliner Bankiers und Teilhabers des Bankhauses Mendelssohn & Co., Alexander Mendelssohn. Seine Schwester Marie wiederum ehelichte Ernst von Mendelssohn-Bartholdy, der seit 1871 Teilhaber des vorgenannten Mendelssohnschen Bankhauses war.
Das Bankunternehmen Robert Warschauer & Co. hatte seinen Sitz im Berliner Bankenviertel im Haus Nr. 48 der Behrenstraße, die parallel zur Straße Unter den Linden verläuft. Im Erdgeschoss des zweigeschossigen Hauses waren die Geschäftsräume untergebracht, das Obergeschoss diente der Familie Warschauer als Privatwohnung.
Mit 22 Jahren trat Robert Warschauer 1882 als Teilhaber in die Leitung der Bank ein, in der sein Vater seit 1878 infolge eines Schlaganfalls keine Leitungsfunktion mehr wahrnehmen konnte. Robert Warschauer folgte damit dem Wunsch seines Vaters und trat dessen Nachfolge in der Bank an, nachdem er im Anschluss an sein Abiturexamen zunächst einige Semester Jura und Biologie an verschiedenen Universitäten studiert hatte. Während eines einjährigen Aufenthaltes in Großbritannien beim Londoner Bankhaus C. H. Hambro & Son holte sich der junge Warschauer das bankwirtschaftliche Rüstzeug.
Im Zusammenhang mit dem Aufstieg Berlins zum Bank- und Börsenplatz entwickelte sich das Bankhaus Robert Warschauer & Co. schon bald zu einem der renommiertesten und kapitalkräftigsten Bankhäuser Preußens. In der Zeit wachsender internationaler Wirtschafts- und Finanzbeziehungen stieg das Bankhaus unter der Leitung Robert Warschauers zunehmend ins Auslandsgeschäft ein. 1889 saß Robert Warschauer zusammen mit „Bankhaus S. Bleichröder“, „Mendelssohn & Co.“, „Bankhaus Jacob S. H. Stern“, „M. A. von Rothschild & Söhne“ sowie einigen Großbanken im Gründungskonsortium der Aktionäre der Deutsch-Asiatischen Bank. Einige Jahre später war das Bankhaus Mitbegründer des Credito Italiano in Mailand und Genua. Die intensive und expandierende Geschäftstätigkeit des Bankhauses machte Neueinstellungen erforderlich und führte somit zu einer beträchtlichen Vergrößerung des Personals. Teilhaber der Bank waren neben Robert Warschauer und dem Mitbegründer und Seniorchef Eduard Veit seit 1871 auch Warschauers Cousin Hugo Oppenheim (1847–1921). 1898 schied Robert Warschauer aus gesundheitlichen Gründen aus der Bank aus. Ein Jahr später legte auch der Seniorchef Eduard Veit die Leitung nieder. An ihre Stelle rückten 1898 zwei Einzelprokuristen der Bank, Alfred Cohn und Otto Mendelssohn Bartholdy, als Teilhaber nach. 1905 wurde das Bankhaus Robert Warschauer & Co. von der Darmstädter Bank für Handel und Industrie übernommen. Die Großbank hatte an die drei Teilhaber Cohn, Mendelssohn-Bartholdy und Oppenheim insgesamt mit 29.375.000 Mark zu vergüten.
Nach seinem Ausscheiden aus der Bank verlegte Robert Warschauer seinen Wohnsitz nach Charlottenburg, in die von Martin Gropius und Heino Schmieden für seinen Vater entworfene Villa, an der Berliner Straße 31/32, der heutigen Otto-Suhr-Allee. Mit dem Rückzug aus dem Berufsleben wurde das Charlottenburger Haus zum Lebensmittelpunkt des erst 38-jährigen Warschauers.
In seinem Privatleben musste Robert Warschauer einen herben Rückschlag hinnehmen. Nach nur 10-jähriger Ehe starb 1900 seine Frau Katharina (* 1864), eine Tochter des Berliner Hofkapellmeisters Karl Anton Eckert (1820–1879). Robert Warschauer heiratete im August 1905 ein zweites Mal. Aus der Ehe mit Adèle Thévoz (1877–1941) gingen drei Kinder hervor, von denen die beiden Töchter später in die USA auswanderten, während der Sohn Robert Warschauer (1911–1982, ab 1938: Thévoz) in Berlin blieb und nach dem Zweiten Weltkrieg als promovierter Historiker am Geheimen Preußischen Staatsarchiv Berlin-Dahlem arbeitete.
Warschauer engagierte sich fortan als Privatier für Wohltätigkeitsprojekte. Bereits seit 1885 war er Mitglied der Gesellschaft der Freunde. Zusammen mit seiner Frau unterstützte er als Mäzen das soziale und kulturelle Leben der Stadt. Karitativ tätig war Robert Warschauer u. a. als Kurator des nach seiner Großmutter Marianne Mendelssohn benannten Mariannenstifts. Er war Mitglied im Verein der Gönner für das Kaiserin-Auguste-Victoria-Haus zur Bekämpfung der Säuglingssterblichkeit in Deutschland. Außerdem trug er finanziell zum 1904 an der Guerickestraße vollendeten Bau des Kaiser-Friedrich-Andenkens des Vereins für Armen-, Kranken- und Kinderpflege bei. Besonders engagierten sich die Warschauers in der Pflege kriegsverwundeter deutscher Soldaten während des Ersten Weltkrieges. In einem Gebäude auf dem Grundstück Berliner Straße richtete Warschauer ein Lazarett für verwundete Frontsoldaten ein. Seine Frau Adéle unterstützte als Vorstandsmitglied die entsprechende Arbeit des Vaterländischen Frauenvereins Charlottenburg, einer im „Cecilienhaus“ an der dem Warschauerschen Anwesen gegenüberliegenden Seite der Berliner Straße (heute: Otto-Suhr-Allee 59) beheimateten Organisation des Roten Kreuzes. Im kulturellen Bereich erfuhr der Bau des 1912 eröffneten Deutschen Opernhauses die finanzielle Unterstützung Warschauers.

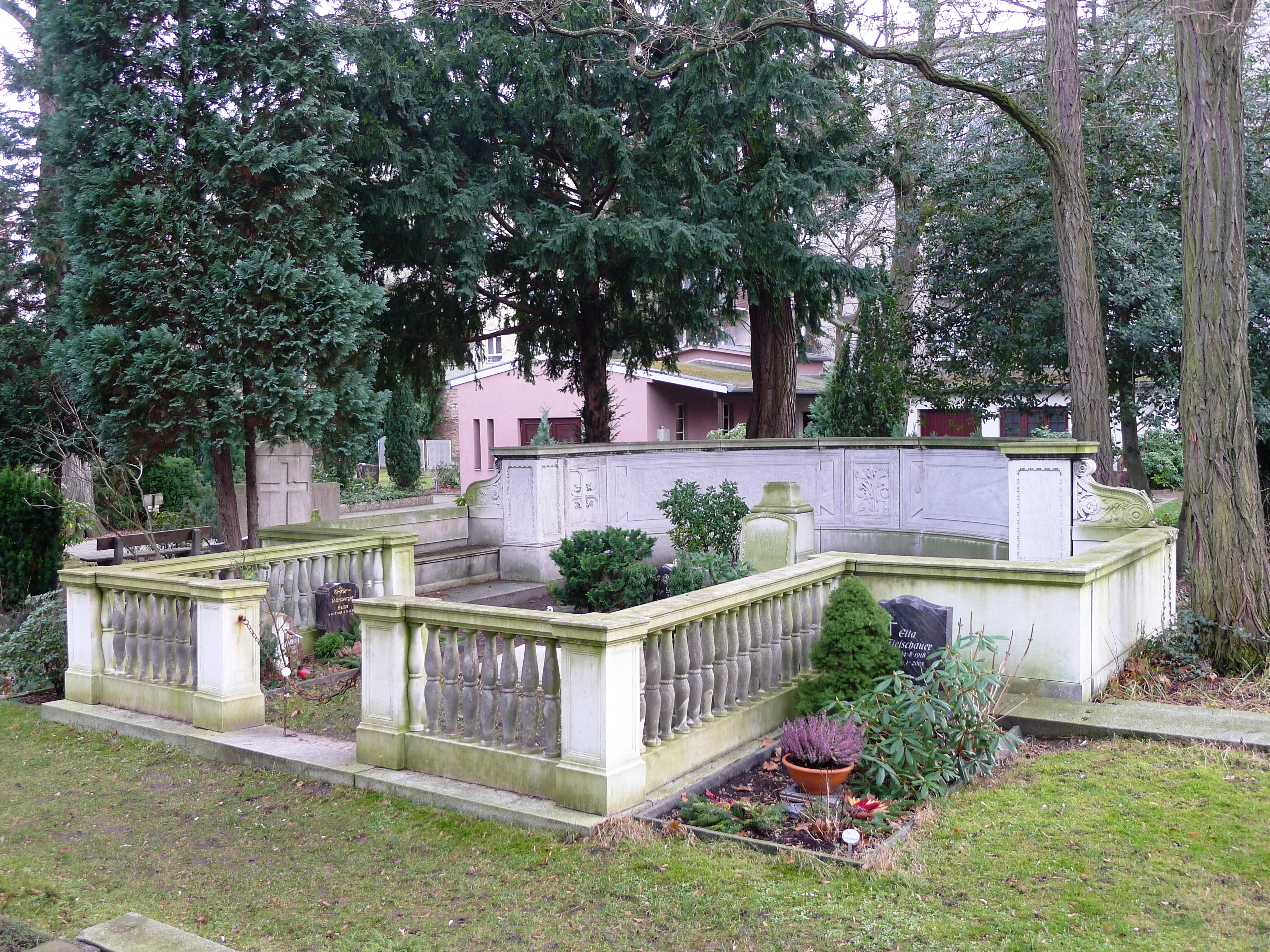
Grabstätte Warschauer/Thévoz; 1899/1900 von Ernst von Ihne

Robert Warschauer starb am 30. Mai 1918, kurz vor Ende des Ersten Weltkriegs. Bestattet wurden er und seine 1941 verstorbene Frau Adéle auf dem Charlottenburger Luisenfriedhof I und damit in unmittelbarer Nähe ihres ehemaligen Anwesens. Robert Warschauer hatte die Anlage nach dem frühen Tod seiner ersten Frau Katharina, entworfen von Ernst von Ihne, errichten lassen.
Die Villa in der Berliner Straße blieb noch bis 1922 im Besitz der Familie und wurde schließlich 1939 abgerissen. Adéle Warschauer bezog 1922 mit ihren Kindern eine durch den Architekten Otto Bartning umgebaute Villa in Berlin-Grunewald. Aus Furcht vor nationalsozialistischen Repressalien legten sie und ihr Sohn 1938 den Namen Warschauer ab und führten fortan den Familiennamen Thevoz.